# Coust
Coust település Franciaországban, Cher megyében. Lakosainak száma 430 fő (2022. január 1.). Coust Braize, Lételon, Ainay-le-Vieil, Charenton-du-Cher, Colombiers és Saint-Pierre-les-Étieux községekkel határos.

## Népesség
A település népessége az elmúlt években az alábbi módon változott:
| Lakosok száma | 503  | 460  | 506  | 467  | 457  | 452  | 445  | 442  | 443  | 430  |
|               | 1968 | 1982 | 1990 | 2006 | 2013 | 2015 | 2017 | 2019 | 2020 | 2022 |